# 1324
1324 (MCCCXXIV) je bilo prestopno leto, ki se je po julijanskem koledarju začelo na nedeljo.

## Dogodki

### Vojna za Saint-Sardos med Anglijo in Francijo
- Despenserja (Mlajši in Starejši) nadaljujeta s čistko med angleškim plemstvom in zapirata vse njune politične nasprotnike in tiste, za katere menita, da bi ju lahko ogrozili. Kralj Edvard II. jima popolnoma zaupa, a si s tem oddaljuje ostalo angleško plemstvo in dvor.
- Francoski kralj Karel IV. hoče na vsak način priključiti Franciji angleško Gaskonjo in začne s pripravami na vojno pod vodstvom njegovega strica in uveljavljenega vojskovodje Karla Valoiškega.
- 1. avgust - Iz Londonskega Towra pobegne angleški plemič in grof Valižanske marke Roger Mortimer. Zateče se na francoski dvor.
- avgust - Invazija francoske vojske, ki jo vodi Karel Valoiški, na Gaskonijo[1]. Angleži so na invazijo popolnoma nepripravljeni. Na pomoč jim sicer priskoči foiški grof Gaston II., kar pa nima večjega učinka. Po nekaj tednih so pregaženi. Francoski kralj priključi kroni obmejno regijo Agenais, ki je bila jabolko spora. Poraz Angležev močno odmeva na angleškem dvoru. 1325 ↔

### Ostalo
- 11. februar - Umrlega velikega mojstra vitezov križnikov Karla iz Trierja nasledi Verner iz Orselna, 17. veliki mojster vitezov križnikov po seznamu.
- 23. marec - Papež Janez XXII. izobči nemškega kralja in rimsko-nemškega cesarja Ludvika IV. Wittelsbaškega.
  - Istega leta prekliče izobčenje škotskega kralja Roberta Bruca.
- 31. marec - Umrlega ciprskega (in prosulega jeruzalemskega) kralja Henrika IV. nasledi nečak Hugo IV.
- april - Flamski kmečki upor (1323–28): flandrijski grof in francoska marioneta Ludvik I. sklene začasni mir s svojimi upornimi flamskimi podaniki, ki so se leto dni poprej uprli zaradi visokih davkov in njegove profrancoske politike. Ludvik I. je v vseh odločitvah odvisen od francoskega kralja Karla IV., ki pa je tačas zaposlen z Angleži.
- 24. april - Oxford: ustanovitev kolidža Oriel, Oxfordska univerza.
- 19. julij - Cesar Malijskega imperija Musa Keita I. se med hadžem ustavi v Kairu. Islamski kronisti popisujejo veliko spremstvo in neizmerno bogastvo, s katerim je trgoval in obdaroval reveže na poti. 1325 ↔
- 25. avgust - Začetek vojne za Metz, Nemčija: meščani mesta Metz so zaradi političnih zamer deležni srda češkega kralja Ivana Luksemburškega, trierskega nadškofa Baldvina Luksemburškega, grofa Bara Edvarda I. in vojvode Spodnje Lorene Friderika IV., ki združeni napovedo vojno mestu in ga prično oblegati. V vojni, ki traja dve leti, je prvič omenjena uporaba topov. 1325 ↔
- 4. september - Umrlega majorškega kralja Sanča el Pacífica nasledi nečak Jakob III.
- 3. november - Na Irskem usmrtijo na grmadi eno prvih žrtev čarovništva in sicer irsko služkinjo Petronilo de Meath, ki je bila skupaj z gospodarico damo Alice Kyteler obsojena čarovništva. Slednji je namreč umrl že četrti soprog. Ker za čarovništvo (še) ni bila predvidena smrtna kazen[2], so ji sodili kot krivoverki.
- 10. november - Papež Janez XXII. izda bulo Quia quorundam, v kateri ponovno opredeli položaj Kristusa in apostolov do lastnine.
- Sardinija: aragonski kralj Jakob II. se po izgonu Pisancev iz Gallure in Cagliarija ter Genovčanov iz Logudora okliče za sardinskega kralja. V veliko pomoč mu je pri tem podvigu bil sardinski kralj zadnje žepne kraljevine Arboreje Hugo II., ki ohrani svojo avtonomijo.
- Za novega dominikanskega mojstra je imenovan Barnaba Cagnoli.
- Posvečena je Katedrala Svetega Štefana v Bourgesu.
- Italijanski učenjak Marsilij Padovanski[3] napiše oster protipapeški spis »Branitelj miru« (Defensor pacis), ki je direktno v podporo Ludviku IV., ko zagovarja ločenost Svetega rimskega cesarstva od Papeške države, dolgoročno pa upravičuje ločitev Cerkve od države, zanika papeško prvenstvo in poudarja enakost verujočih v krščanski skupnosti. Defensor pacis je en najpomembnejših političnih spisov poznega srednjega veka.
- Beneški frančiškanski misijonar Odorik iz Pordenoneja prispe na Kitajsko. Nastani se v prestolnici Mongolskega cesarstva Kanbaliku, kjer ostane v gosteh pri nadškofu Janezu iz Montecorvina. 1327 ↔

## Rojstva
- 5. marec - David II., škotski kralj († 1371)
- Adelajda Hessenška, poljska kraljica († 1371)
- Cunenaga, japonski princ († 1338)
- Dimitrij Kidon, bizantinski renesančni humansit, državnik, teolog († 1398)
- Ivana Penthièvreška, bretonska vojvodinja, grofica Penthièvreja († 1384)
- Konstanca Sicilska, regentinja († 1355)
- Magnus II., vojvoda Braunschweig-Lüneburga († 1373)
- Vettor Pisani, beneški admiral († 1380)

## Smrti
- 8. januar - Marco Polo, beneški trgovec, raziskovalec (* 1254)
- 11. februar - Karl von Trier, veliki mojster vitezov križnikov (* 1265)
- 26. februar - Dino Compagni, italijanski (florentinski) zgodovinar, beli gvelf (* 1255)
- 21. marec - Marija Luxemburška, francoska kraljica (* 1304)
- 31. marec - Henrik II. Jeruzalemski, zadnji kralj Jeruzalemske kraljevine (* 1270)
- 23. junij - Aymer de Valence, angleški plemič, 2. grof Pembroke (* 1275)
- 16. julij - cesar Go-Uda, 91. japonski cesar (* 1267)
- 16. avgust - Irena Braunschweigovska, bizantinska cesarica, soproga Andronika III. (* 1293)
- 4. september - Sančo Majorški, aragonski princ, kralj Majorke (* 1274)
- 3. november - Petronila de Meath, irska služkinja obtožena čarovništva (* 1300)
- Bonturo Dati, italijanski (luccanski) trgovec, državnik
- Hedviga Holsteinska, švedska kraljica (* 1260)